# Pyradena
Pyradena és un gènere monotípic d'arnes de la família Crambidae descrita per Eugene G. Munroe el 1958. La seva única espècie, Pyradena mirifica, descrita per Aristide Caradja el 1931, es troba a la Xina.